# Technical Alliance
La Alianza Técnica era un movimiento tecnocrático de ingenieros, científicos, y los técnicos basaron en Ciudad de Nueva York, formado hacia el fin de 1919 por ingeniero americano Howard Scott. La Alianza empezó una Encuesta de Energía de América del Norte, apuntado en documentar el despilfarro del sistema capitalista.
La Alianza Técnica defendió una sociedad más racional y productiva al mando de expertos técnicos, pero su trabajo de encuesta falló para tener un impacto significativo. A pesar de que algunos residuos estuvo documentado, la "prosperidad y el conservadurismo del 1920s socavó la orientación política de la Alianza Técnica", y él disbanded en 1921, y la encuesta de energía no fue completada.
La Alianza Técnica era de ninguna manera una organización de masa, pero  tenga algunos miembros notables y expertos técnicos. Aparte de Scott, otros miembros de la Alianza Técnica incluyeron:

## Miembros
- Frederick L. Ackerman
- Carl C. Alsberg
- Alice Barrows
- Allen Carpintero
- Stuart Chase
- L.K. Comstock
- Bassett Jones
- Robert H. Kohn
- Benton MacKaye
- Leland Olds
- Charles P. Steinmetz
- Richard C. Tolman
- John C. Vaughan
- Thorstein Veblen
- Charles H. Whitaker